# (5949) 1985 RL3
(5949) 1985 RL3 là một tiểu hành tinh vành đai chính. Nó được phát hiện bởi Henri Debehogne ở Đài thiên văn La Silla ở Chile ngày 6 tháng 9 năm 1985.